# هوبره نوبی
هوبره نوبی (نام علمی: Neotis nuba) نام یک گونه از سرده هوبره‌های نو است.